# موريس كروزيه
موريس كروزيه (بالفرنسية: Maurice Crouzet)‏ (10 ديسمبر 1897 في لاروش سور يون - 19 يناير 1973)؛ مؤرخ فرنسي.

## الجوائز
- وسام جوقة الشرف[1]